# Toftlund Sogn
Toftlund Sogn er et sogn i Tønder Provsti (Ribe Stift).
Toftlund Sogn hørte til Nørre Rangstrup Herred i Haderslev Amt. Toftlund sognekommune blev ved kommunalreformen i 1970 kernen i Nørre-Rangstrup Kommune, der ved strukturreformen i 2007 indgik i Tønder Kommune.
I Toftlund Sogn ligger Toftlund Kirke. Sognet hørte indtil 2007 til Tørninglen Provsti, men kirken har ikke det karakteristiske Tørninglen-spir, der er rejst over 4 trekantgavle.
I sognet findes følgende autoriserede stednavne:
- Allerup (bebyggelse, ejerlav)
- Allerup Mark (bebyggelse)
- Enemark (bebyggelse)
- Enggården (landbrugsejendom)
- Fiskbæk (vandareal)
- Gravlund (landbrugsejendom)
- Herrestedgård (landbrugsejendom)
- Hølleskov (bebyggelse)
- Kirkehøj (bebyggelse)
- Lindholm (bebyggelse)
- Løbækgårde (bebyggelse)
- Nørremark (bebyggelse)
- Porsplet (bebyggelse)
- Pughøj (bebyggelse)
- Rømet (bebyggelse)
- Skovlund (bebyggelse)
- Stenderup (bebyggelse, ejerlav)
- Stenderup Gårde (bebyggelse)
- Storvig (bebyggelse)
- Toftlund (bebyggelse, ejerlav)
- Vesbjerg (bebyggelse)
- Ørderup (bebyggelse)

## Afstemningsresultat
Folkeafstemningen ved Genforeningen i 1920 gav i Toftlund Sogn 836 stemmer for Danmark, 200 for Tyskland. Af vælgerne var 94 tilrejst fra Danmark, 91 fra Tyskland. 